# Comitato Olimpico Nazionale di Guam
Il Comitato Olimpico Nazionale di Guam (noto anche come Guam National Olympic Committee in inglese) è un'organizzazione sportiva olimpica, nata nel 1976 a Tamuning, Guam.
Rappresenta questa nazione presso il Comitato Olimpico Internazionale (CIO) dal 1986 ed ha lo scopo di curare l'organizzazione ed il potenziamento dello sport a Guam e, in particolare, la preparazione degli atleti di questa nazione, per consentire loro la partecipazione ai Giochi olimpici. L'associazione fa parte dei Comitati Olimpici Nazionali d'Oceania.
L'attuale presidente del comitato è Ricardo Blas, mentre la carica di segretario generale è occupata da Robert J. Steffy.